# 方塊酥

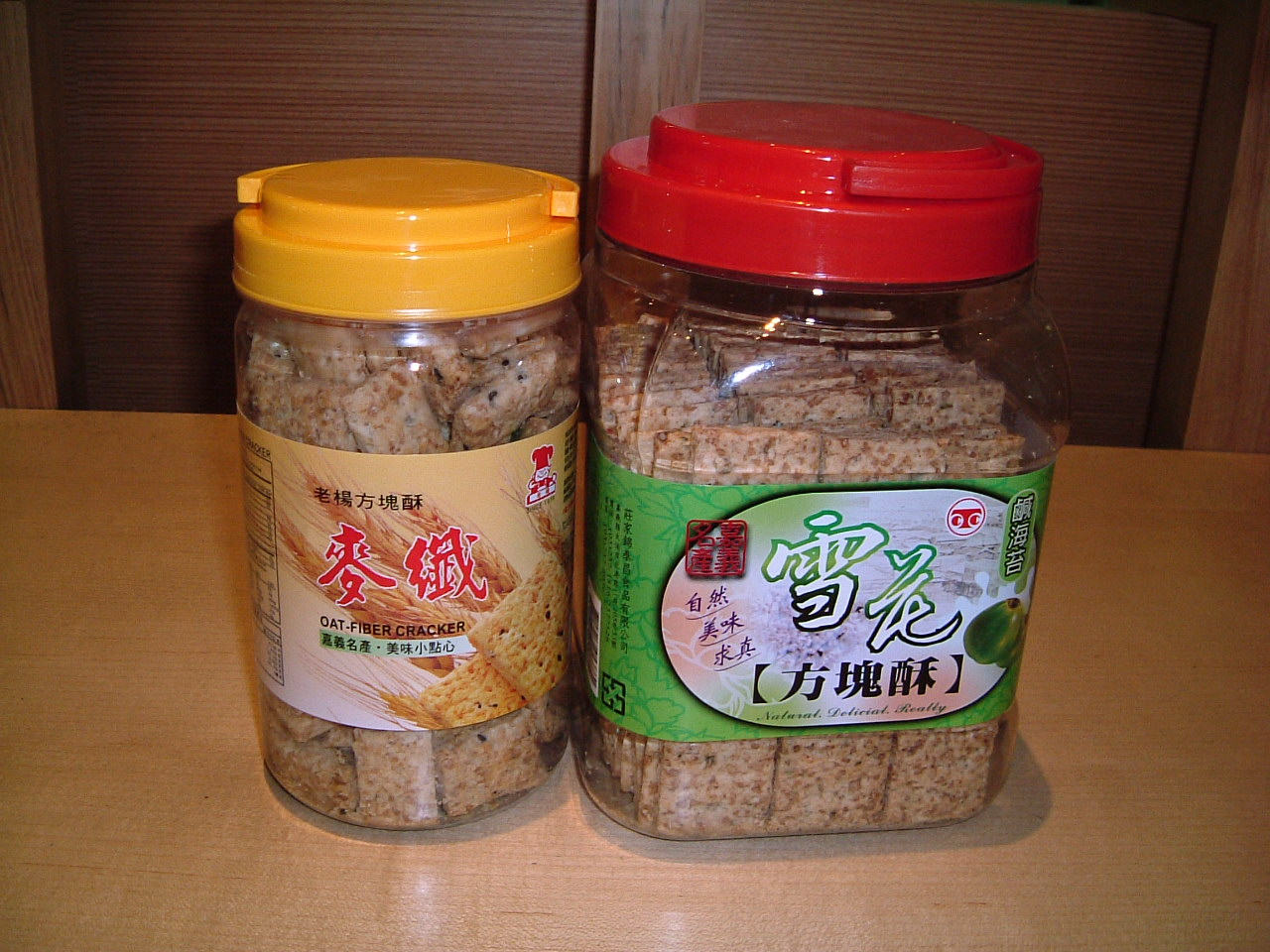
罐裝方塊酥

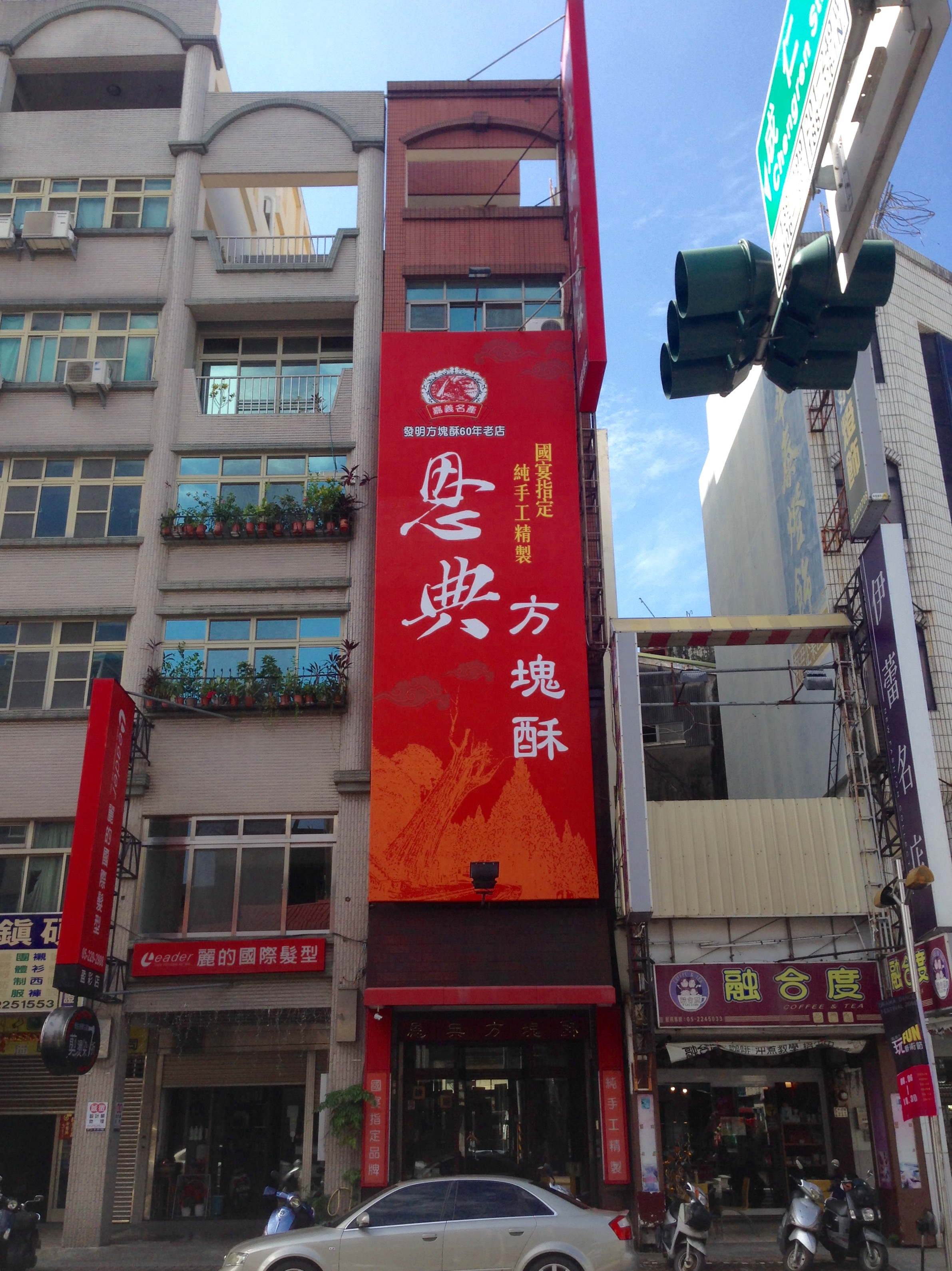
嘉義市恩典方塊酥店面

方塊酥（英語：Square cookies），臺灣嘉義市的餅乾名產，由退伍軍人黨長發在1956年將中國大陸的烙餅作法結合酥餅改良，並將形狀改成正方形而得名。方塊酥同時也可當作贈品和伴手禮用。類似的食品還有臺南市將軍區的知名小吃先鋒酥，口感及製作方式與方塊酥類似，因將軍區早期是施琅的開墾地而命名之。

## 發明歷史
發明人黨長發在中國大陸為空軍公職，之後隨著國民政府播遷來台。因為當時政府財務狀態不佳，公務人員的待遇普遍偏低，為了生計，黨長發開始尋找副業。在下班之餘，回想起家鄉特產烙餅的小販，開始販售豆漿，燒餅，油料等...但烙餅外帶不方便且會降溫而失去口感，便將中國北方的烙餅作法結合酥餅改良，並將圓形改為正方形。

## 名稱來源
因為這種方形餅乾在當時還沒有正式名稱，1956年由黨長發取名之。又因外省籍的黨長發為一名虔誠的基督徒，認為能發明出如此好吃的名產，一切都是上帝的恩典。於1971年將其命名為黨老先生所經營的店名『恩典』為其名稱—恩典方塊酥。1979年，老楊方塊酥創辦人戴大可也在嘉義市民國路創立第一家店鋪，並將民國路命名「麵食街」。創辦人表示，為了感念當初傳授給他麵食技術的楊姓老師傅，而將店命名之。但在2009年，因眷村將重建國宅，老楊方塊酥所稱的麵食街正式走入歷史。而莊家和弘家馨方塊酥的成立時間較晚，分別於1982年和1989年成立。另外在香港時興隆公司也有發明方塊酥，但其公司發明的時間不明。

## 食品問題
香港時興隆公司於2008年，曾出現旗下的香蔥方塊酥出現「零反式脂肪」的問題而需要更正標籤；莊家方塊酥2011年在香港檢驗時發現含有DEHP而遭暫時停賣，林口長庚醫院毒物科主任林杰樑認為可能是有用到不明添加物，食安小組事後在澳門聯絡零售商將相關產品回收及下架並呼籲市民暫停食用；老楊方塊酥奶酪口味也於2013年因添加黃色5號色素日落黃被中國大陸的海關退貨，食藥署表示，日落黃是國際允許的添加物，但還是建議少碰等問題。
在2014年，台灣曾發生過飼料油事件，其中恩典方塊酥還被迫自炸豬油。經營者黨長發表示，他們在此事件之前，曾試用正義香豬油，但覺得不合而改此作法。而老楊方塊酥和莊家方塊酥衛生局表示都使用棕櫚油，因此均未使用問題油品。另有一名在上海從事台灣農產食品經銷的何姓台商表示台灣方塊酥在2016年中華民國總統選舉後走小三通進貨就受影響，改一般貿易管道進口成本多約原本的3成；命理師黃慶鴻甚至表示因景氣差而改行做方塊酥。

## 其他
方塊酥同時也可當作一種伴手禮。但在造型部分，甚至還有被改成樂器和螺旋狀的。業者張晏維表示以管樂節的模式來做樂器薩克斯風造型，而螺旋形狀是另外一起推出的造型。蔡緯嘉也曾在「如何分辨嘉義人」中提到通常當伴手禮，一般人不會買去吃；美國籍克里斯多福（Manuele Christopher）夫婦在2015年12月20日成為第1,000萬名來台旅客幸運兒，獲觀光局贈送總價值約達新台幣100萬元好禮。根據觀光局的說法，這次為第1,000萬名來台旅客挑選祝福禮，裡面包含機票、台灣知名物產、遊樂場入場券和各縣市的特產來送給這幸運的旅客。其中，老楊方塊酥是獲得的特產裡面其中之一。能讓他們回國後與親友分享，並讓台灣的多元特色介紹給更多人知道。另外「先鋒酥」是位於台南的一種改良零食，因將軍區早期是施琅的開墾地而命名之。與方塊酥類似，其作法為原料硬質玉米加上米穀粉和芝麻製成。將軍區農會總幹事吳明成表示因人口外移和老化日漸萎縮等問題，故配合農地活化政策及農村再生社區計畫並推廣玉米的栽種。